# Yudi Shan
Yudi Shan (chinesisch 玉帝山 ‚Berg des Jadekaisers‘) ist ein 106 m hoher Hügel an der Ingrid-Christensen-Küste des ostantarktischen Prinzessin-Elisabeth-Lands. Er ragt nordöstlich des Lake Spate auf der Halbinsel Stornes in den Larsemann Hills auf.
Chinesische Wissenschaftler benannten ihn 1993 im Zuge von Vermessungs- und Kartierungsarbeiten.